# 짐바브웨 여자 축구 국가대표팀
짐바브웨 여자 축구 국가대표팀은 짐바브웨를 대표하는 여자 축구 대표팀으로 짐바브웨 축구 협회에서 관리한다. 2000년 11월 11일 우간다와의 2000년 아프리카 여자 축구 선수권 대회 A조 조별리그 1차전에서 국제 경기 데뷔전을 치렀으며 이 경기에서 2-2 무승부를 기록했다.

## 국제 대회 경력

### 아프리카 여자 네이션스컵
4번의 아프리카 여자 네이션스컵 본선 대회 가운데 2000년 대회에서 4위에 오르면서 사상 첫 메이저 대회 본선 4강 진출에 성공했다.

### 올아프리카 게임
올아프리카 게임 본선에는 2번 출전하여 2번 모두 조별리그에서 탈락했다. 그나마 2003년 대회에서 1승 1무 1패의 괜찮은 성적을 거두었지만 나이지리아와의 1차전에서 당한 0-5 대패의 여파를 극복하지 못하고 4강 진출에 실패했다.

### 하계 올림픽
2016년 하계 올림픽 여자 축구 아프리카 지역 예선 4라운드에서 카메룬을 상대로 2-2 무승부를 거둔 후 원정 다득점 원칙에 의하여 사상 첫 올림픽 본선 무대를 밟았지만 정작 본선에서 3전 전패·F조 꼴찌라는 처참한 성적으로 일찌감치 대회를 마감했다.

## 성적

### FIFA 여자 월드컵
- 1991년: 기권
- 1995년 ~ 1999년: 불참
- 2003년: 예선 탈락
- 2007년: 기권
- 2011년: 불참
- 2015년: 예선 탈락
- 2019년: 예선 탈락

### 올림픽 축구
- 1996년 ~ 2000년: 불참
- 2004년 ~ 2008년: 예선 탈락
- 2012년: 불참
- 2016년: 조별 예선

### 아프리카 여자 네이션스컵
- 1991년: 기권
- 1995년 ~ 1998년: 불참
- 2000년: 4위
- 2002년: 조별 예선
- 2004년: 조별 예선
- 2006년: 기권
- 2008년: 예선 탈락
- 2010년: 불참
- 2012년: 예선 탈락
- 2014년: 예선 탈락
- 2016년: 조별 예선
- 2018년: 예선 탈락

## 같이 보기
- 짐바브웨 축구 국가대표팀